# Apalický syndrom
Apalický syndrom neboli vegetativní stav je zvláštním typem poruchy vědomí. Jedná se o těžké postižení kůry či subkortikálních struktur při zachované funkci mozkového kmene. Postižený má zachované kmenové reflexy včetně spontánního dýchání a srdeční akce, jeho oči bezděčně sledují okolí, zrakové vjemy si však postižený neuvědomuje. Nejsou přítomny jakékoli kognitivní funkce, nemocný nevyhoví výzvám a není schopen komunikace, chybí jakákoli volní aktivita či chování. Není schopen žvýkat ani polykat. Tento stav bývá obvykle ireversibilní (nevratný, tzv. perzistentní vegetativní stav), ale může být i pouze přechodný.
Příčinou vegetativního stavu je globální mozková hypoxie při přechodné srdeční zástavě či při dušení, nebo difúzní axonální postižení při traumatu mozku.
Zpočátku je mozek těžce postižen a pacient v bezvědomí. Postupně může dojít k obnově odolnějších, fylogeneticky starších struktur mozkového kmene. Zpravidla se nejprve objevují reakce související s obživným a sexuálním pudem. Postupně může dojít k úplné úpravě psychických funkcí.